# Aerosmith (음반)
| 전문가 평가                      | 전문가 평가 |
| 평가 점수                        | 평가 점수   |
| 출처                             | 점수        |
| -------------------------------- | ----------- |
| AllMusic                         | [ 2 ]       |
| Collector's Guide to Heavy Metal | 7/10        |
| The Rolling Stone Album Guide    | [ 4 ]       |
| The Daily Vault                  | A−          |

《Aerosmith》는 1973년 1월 5일, 컬럼비아 레코드가 발표한 미국의 록 밴드 에어로스미스의 데뷔 스튜디오 음반이다. 〈Walkin' the Dog〉라는 곡은 원래 루퍼스 토머스가 부른 곡의 커버다. 싱글 〈Dream On〉은 1976년에 다시 발매되면서 미국 톱 10 싱글이 되었고, 1973년에 싱글로 처음 발매되었다. 이 음반은 1976년 미국 빌보드 200 차트에서 21위로 정점을 찍었다.
원래 커버에 〈Walkin' the Dog〉라는 곡이 〈Walkin' the Dig〉로 잘못 인쇄되었다. 1976년 두 번째 누르는 음반이 나왔을 때 이 오류는 수정되었고 커버는 밴드 멤버들의 사진으로 완전히 만들어진 변형 음반으로 대체되었다. 이 두 번째 압력은 LP의 더 일반적인 버전이다. 1993년 CD로 리패스트 할 때 처음 누르는 원본이 사용됐다.

## 배경
데이비드 크렙스와 스티브 레버는 프랭크 코넬리와 파트너십을 맺은 후 애틀랜틱 레코드와 컬럼비아 레코드의 두 음반사 멤버들을 초대하여 맥스 캔자스시티에서 열린 에어로스미스 콘서트를 관람하게 했다. 컬럼비아의 사장인 클라이브 데이비스는 1972년 여름에 컬럼비아와 계약한 밴드에 깊은 인상을 받았다.
리드 싱어 스티븐 타일러는 이전에도 여러 그룹에 속해 있었지만 대부분의 밴드 멤버들은 이전에 스튜디오에 가본 적이 없었다. 이 밴드는 롤링 스톤스, 비틀즈, 레드 제플린, 야드버즈, 피터 그린의 플리트우드 맥을 포함한 1960년대의 많은 영국 블루스/록 밴드의 영향을 많이 받았다.

## 커버 아트
오리지널 커버 아트에서는 〈Walkin' the Dog〉가 잘못 인쇄되어 〈Walkin' the Dig〉로 표기되었다. 음반의 두 번째 프레싱이 발매되면서 이 오류는 수정되었다. 1973년 6월 이후이지만 1975년 1월 이전 어느 시점에 세 번째 커버가 인쇄되었다. 이 커버는 오리지널 버전의 수정판으로, 밴드 멤버들의 사진으로만 구성되어 있으며, 'Featuring "Dream On"' 문구가 추가되고 뒷면의 전기 정보는 삭제되었다. 이 세 번째 프레싱은 LP 버전 중 가장 흔하게 볼 수 있는 버전이다. 《캐시박스》 잡지는 1975년 2월 1일자에서 《Aerosmith II》 (컬럼비아 KC 32045) 발매를 언급하고 있다. 이 카탈로그 번호는 1973년 6월 날짜와 일치하기 때문에, 컬럼비아가 'Featuring "Dream On"' 커버를 식별하기 위해 이 번호를 사용했을 가능성도 있으나, 실제 발매에서는 원래의 KC 32005 번호를 유지했을 가능성도 있다. 1975년 1월, 《Aerosmith》는 'PC' 접두사가 붙어 재발매되었기에, 정확한 번호에 대해 약간의 혼란이 있었던 것으로 보인다. 1993년 리마스터 버전으로 CD로 재발매될 때에는 오리지널 커버 아트가 사용되었다.
커버 아트를 회상하며 조 페리는 2014년에 다음과 같이 말했다. "안타깝게도 패키지는 형편없었어요. 우리는 첫 번째 인쇄가 나오기 전까지 커버를 보지도 못했죠. 컬럼비아가 그냥 대충 만들어낸 거였어요... 모든 게 엉망이었어요. 이 일은 우리가 음반사들과 일하는 방식에 대해 배우기 시작한 출발점이었죠."

## 곡 목록
모든 곡들은 특별한 언급이 없는 한 스티븐 타일러에 의해 작사/작곡하였다.
| #  | 제목                  | 작사·작곡             | 재생 시간 |
| -- | --------------------- | --------------------- | --------- |
| 1. | 〈Make It〉           |                       | 3:41      |
| 2. | 〈Somebody〉          | 타일러, 스티븐 엠스팩 | 3:45      |
| 3. | 〈Dream On〉          |                       | 4:28      |
| 4. | 〈One Way Street〉    |                       | 7:00      |
| 5. | 〈Mama Kin〉          |                       | 4:25      |
| 6. | 〈Write Me a Letter〉 |                       | 4:11      |
| 7. | 〈Movin' Out〉        | 타일러, 조 페리       | 5:03      |
| 8. | 〈Walkin' the Dog〉   | 루퍼스 토머스         | 3:12      |

## 인증
| 국가                       | 인증        | 판매량/출하량 |
| -------------------------- | ----------- | ------------- |
| 캐나다 (뮤직 캐나다)       | 2× 플래티넘 | 200,000^      |
| 미국 (RIAA)                | 2× 플래티넘 | 2,000,000^    |
| ^출하량을 기반으로 한 인증 |             |               |